# Stavěšice
Stavěšice är en ort i Tjeckien.   Den ligger i regionen Södra Mähren, i den sydöstra delen av landet, 230 km sydost om huvudstaden Prag. Stavěšice ligger 220 meter över havet och antalet invånare är 368.
Terrängen runt Stavěšice är huvudsakligen platt, men norrut är den kuperad. Terrängen runt Stavěšice sluttar söderut. Runt Stavěšice är det ganska tätbefolkat, med 192 invånare per kvadratkilometer. Närmaste större samhälle är Hodonín, 18,5 km söder om Stavěšice. Trakten runt Stavěšice består till största delen av jordbruksmark.